# Genickschussanlage
Genickschussanlage (en alemán, "instalación para disparo a la nuca") es el nombre oficial de una instalación utilizada para ejecuciones sorpresa en la Alemania nazi. La víctima era colocada, con algún pretexto, en una posición donde se le podía disparar desde la habitación de al lado. Para ello, las instalaciones se disfrazaron en parte como dispositivos de medición de estatura o instalaciones médicas. Estas instalaciones se conocen de los campos de concentración, donde no solo se utilizaron para ejecutar sentencias de muerte oficiales, sino también para llevar a cabo asesinatos discretos de grupos más grandes de víctimas.

## Historia
En el campo de concentración de Buchenwald, después de 1941, la instalación fue usada sobre todo para ejecutar a prisioneros de guerra soviéticos. Estos prisioneros, que eran traídos al campo desde otros campos de concentración, eran llevados a unas antiguas caballerizas, convertidas en rudimentarias salas de examen sanitario, con el pretexto de un examen médico.
Los prisioneros de guerra soviéticos eran colocados frente al dispositivo de medición en la pared; y, durante la "medición", eran ejecutados disparándoles en la parte posterior del cuello a través de un agujero especialmente creado en la pared. El suelo era de color marrón para ocultar la sangre a los nuevos prisioneros.
Aunque los prisioneros fueron llevados para su ejecución inmediata, ni su llegada al campo ni su muerte se registraron en los listados del campo. El número de víctimas a las que se disparó con este dispositivo se estima en alrededor de 8 000.
El responsable de esta máquina era el Komando 99.

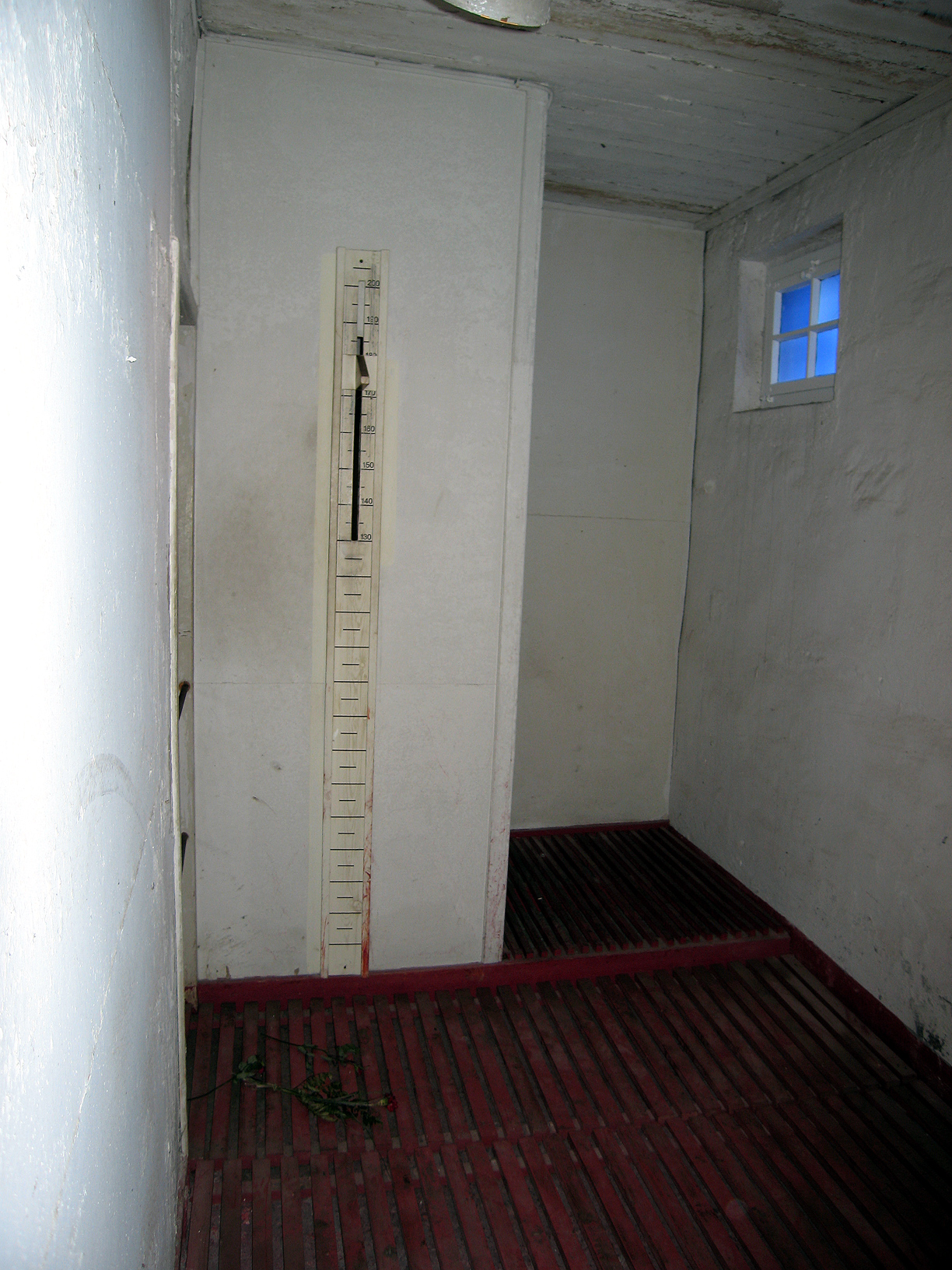
Dispositivo en el campo de concentración de Buchenwald. Se disparaba a través de un agujero debajo del dispositivo de medición de altura de la cabeza.
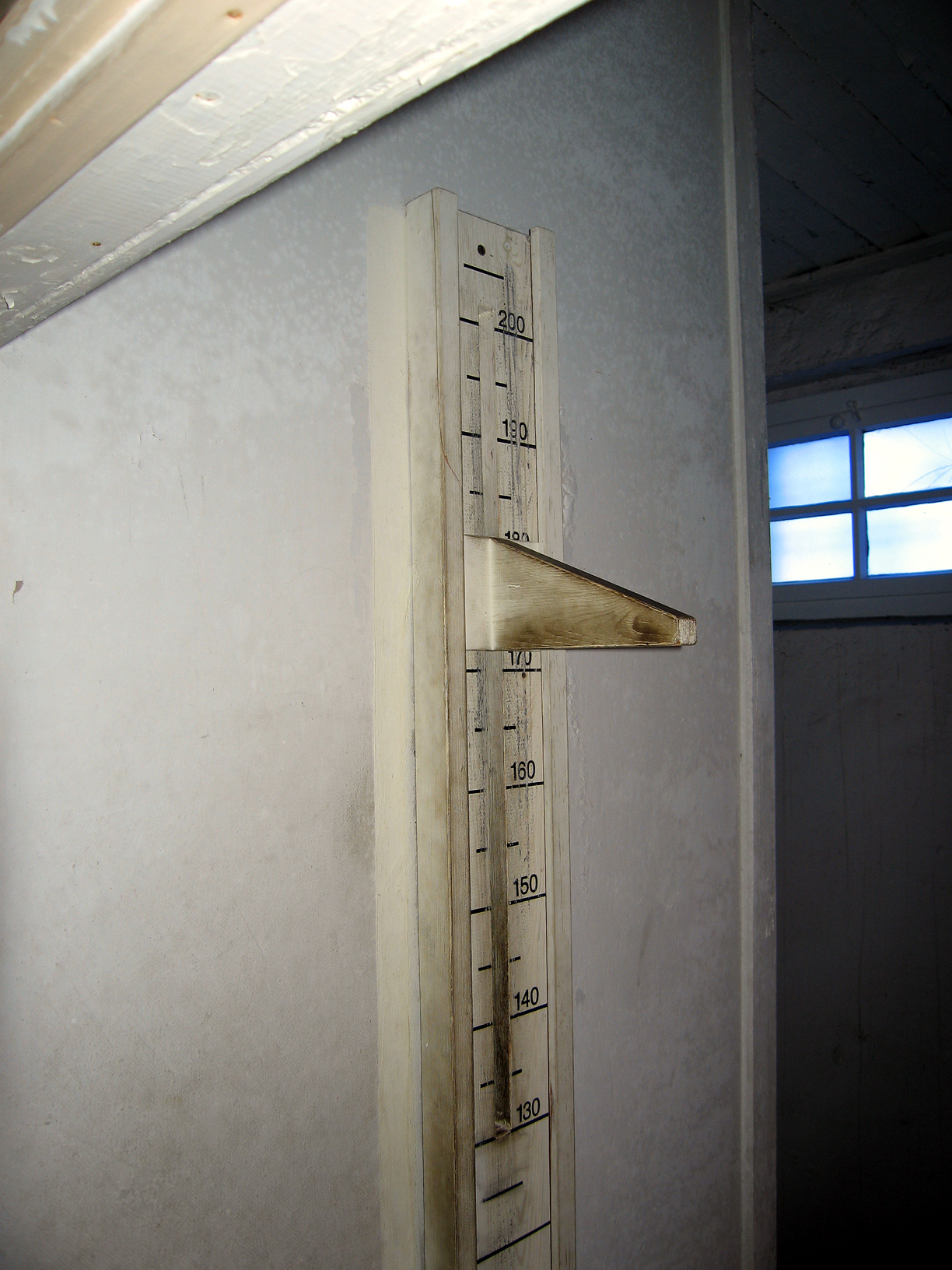
El disparo se realizaba durante la medición de la altura de la víctima. Para ello, se hizo un agujero a través del dispositivo de medición.
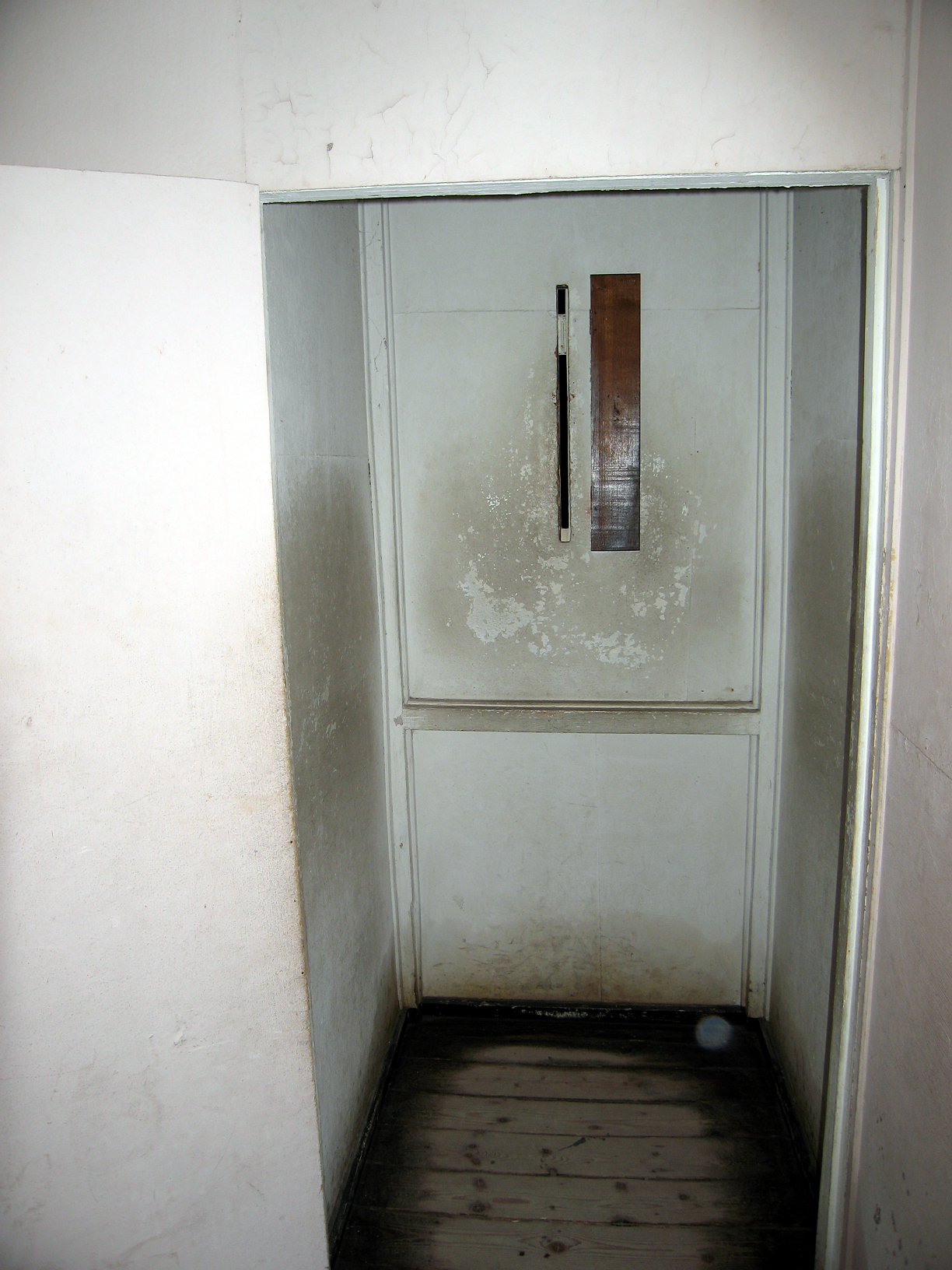
La parte posterior del dispositivo. La ubicación desde donde se disparaba el tiro.
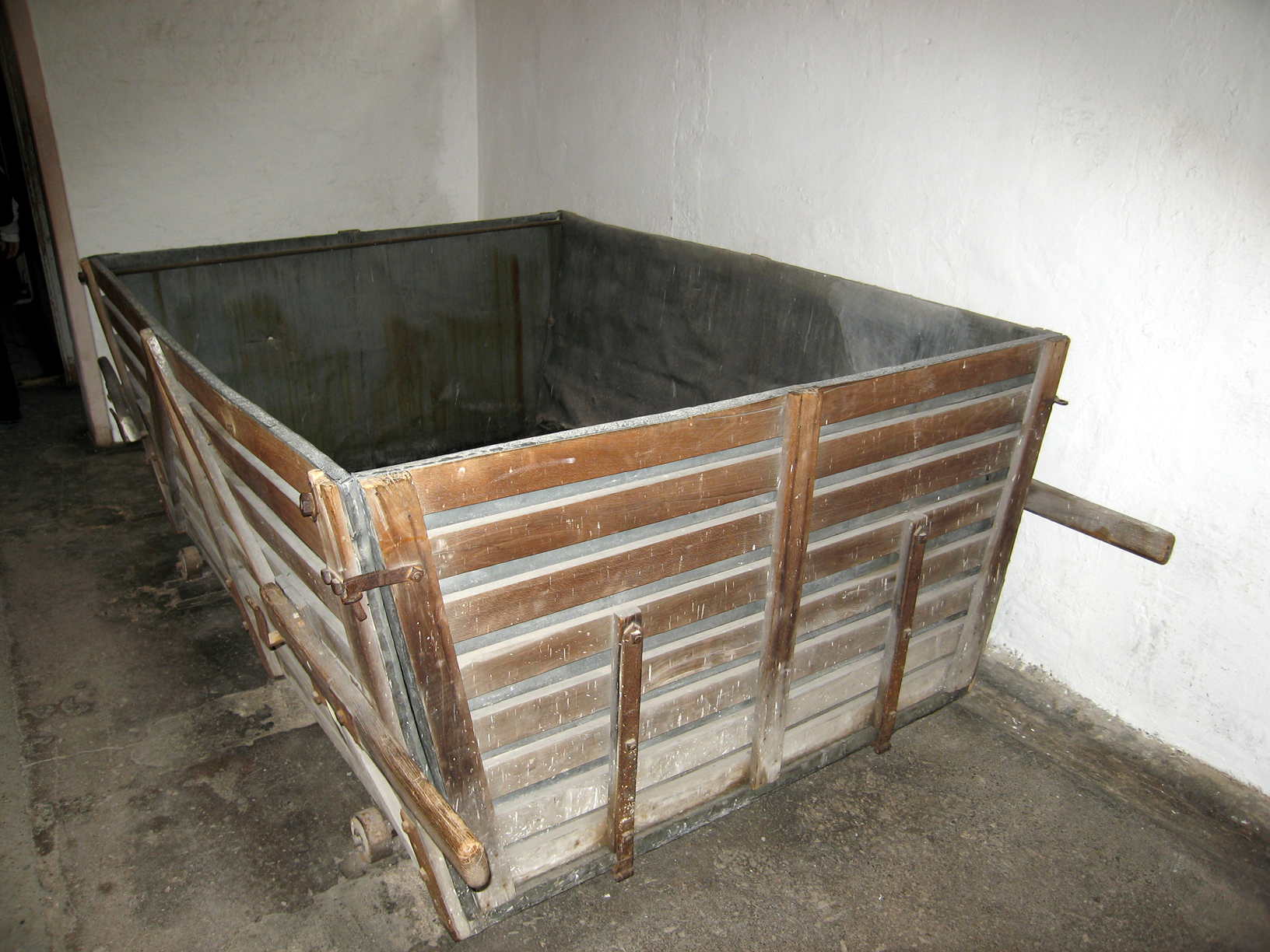
Un carro para llevar los cuerpos de las víctimas fuera del edificio.